# Vaire-Arcier
Pour les articles homonymes, voir Vaire (homonymie).
Vaire-Arcier est une ancienne commune française située dans le département du Doubs, en région Franche-Comté, à 10 km au nord-est de Besançon. Les habitants se nomment les Vairiers et Vairières.
Par arrêté du 12 mai 2016, depuis le 1er juin 2016, Vaire-le-Petit et Vaire-Arcier fusionnent pour former une commune nouvelle de Vaire. Le chef-lieu de la nouvelle commune est fixé sur l'ancienne commune.

## Géographie
La commune, allongée et composée de plusieurs hameaux séparés, s'étale le long de la rivière Doubs, au pied du premier plateau du massif du Jura. 
Les importantes sources d'Arcier sont une résurgence des pertes du plateau de Saône. Elles sont captées et acheminées jusqu'à la ville de Besançon.

### Toponymie
de Vaira en 1264 ; Varre en 1282 ; Verre en 1289 ; de Varres en 1298 ; Vayres en 1302 ; Vairra en 1311 ; Varra en 1329 ; Verre en 1584 ; Verre la Grange en 1614 ; Le Grand Vaire en 1652 ; Vaire-le-Grand depuis 1780 - Courcelles :  Courcelles de 1304 à 1574 ; Corcelotte en 1574 ; Corcelles en 1748 ; La Grange de Courcelle de 1784 à l'an III ; Courcelotte en 1789 - Arcier : Arcun en 1049 ; Ercey en 1181 ; Arcès en 1318 ; Arcey en 1488, fusionnée avec Vaire-le-Grand depuis le 1/04/1974, moins le territoire de La Canaie, rattaché à Chalèze.

## Transport
La commune est desservie par la ligne  75  du réseau de transport en commun Ginko.

## Histoire
Les sources d'Arcier étaient exploitées dès l'époque romaine. Un aqueduc cimenté et enterré, encore très visible par endroits permettait déjà d'acheminer l'eau jusqu'à la grande ville romaine de Vesontio (Besançon). L'aqueduc suivait le Doubs en passant par Chalèze, la Malate puis sous la porte de la ville de Besançon connue sous le nom de "Porte taillée" et dont l'ouverture prend justement son origine dans le passage de l'aqueduc. L'aqueduc se terminait par un bassin de répartition situé square Castan, sous le bâtiment actuel du Conseil régional.

## Politique et administration
| Période                                  | Période | Identité     | Étiquette | Qualité                                                      |
| ---------------------------------------- | ------- | ------------ | --------- | ------------------------------------------------------------ |
| av.1958                                  | ?       | Eugène Pouet | UNR       | Agriculteur, suppléant du député Jacques Weinman (1958-1973) |
| Les données manquantes sont à compléter. |         |              |           |                                                              |

| Période                                  | Période     | Identité       | Étiquette | Qualité                    |
| ---------------------------------------- | ----------- | -------------- | --------- | -------------------------- |
| 2001                                     | 2014        | Patrick Racine |           |                            |
| 2014                                     | 31 mai 2016 | Charles Perrot | SE        | Retraité Fonction publique |
| Les données manquantes sont à compléter. |             |                |           |                            |

## Démographie
L'évolution du nombre d'habitants est connue à travers les recensements de la population effectués dans la commune depuis 1793. À partir du 1er janvier 2009, les populations légales des communes sont publiées annuellement dans le cadre d'un recensement qui repose désormais sur une collecte d'information annuelle, concernant successivement tous les territoires communaux au cours d'une période de cinq ans. 
Pour les communes de moins de 10 000 habitants, une enquête de recensement portant sur toute la population est réalisée tous les cinq ans, les populations légales des années intermédiaires étant quant à elles estimées par interpolation ou extrapolation. Pour la commune, le premier recensement exhaustif entrant dans le cadre du nouveau dispositif a été réalisé en 2005,.
En 2014, la commune comptait 553 habitants, en évolution de +5,94 % par rapport à 2009 (Doubs : +2,04 %, France hors Mayotte : +2,49 %).
| 1793 | 1800 | 1806 | 1821 | 1831 | 1836 | 1841 | 1846 | 1851 |
| ---- | ---- | ---- | ---- | ---- | ---- | ---- | ---- | ---- |
| 600  | 423  | 448  | 376  | 353  | 445  | 432  | 464  | 490  |

| 1856 | 1861 | 1866 | 1872 | 1876 | 1881 | 1886 | 1891 | 1896 |
| ---- | ---- | ---- | ---- | ---- | ---- | ---- | ---- | ---- |
| 509  | 495  | 453  | 416  | 402  | 394  | 466  | 514  | 439  |

| 1901 | 1906 | 1911 | 1921 | 1926 | 1931 | 1936 | 1946 | 1954 |
| ---- | ---- | ---- | ---- | ---- | ---- | ---- | ---- | ---- |
| 419  | 398  | 407  | 349  | 346  | 344  | 334  | 313  | 354  |

| 1962 | 1968 | 1975 | 1982 | 1990 | 1999 | 2005 | 2010 | 2014 |
| ---- | ---- | ---- | ---- | ---- | ---- | ---- | ---- | ---- |
| 356  | 360  | 384  | 449  | 474  | 526  | 515  | 528  | 553  |

## Lieux et monuments

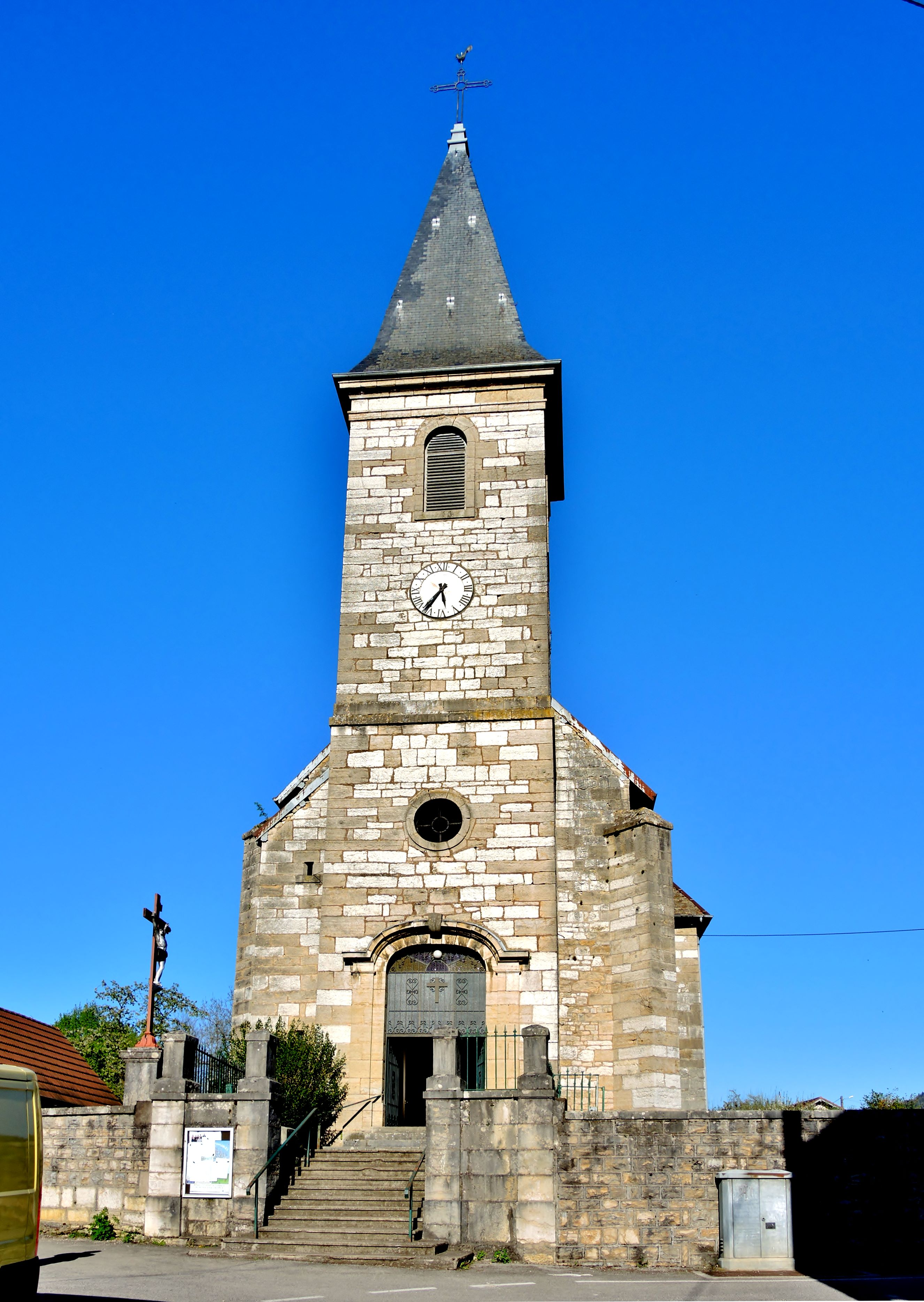
Eglise Saint Pierre et Saint Paul

- Eglise Saint Pierre et Saint PaulChâteau et jardin à la française de Vaire-le-Grand.
- Contrairement à la plupart des églises de Franche-Comté, l'église de Vaire-le-Grand n'est pas un clocher à dôme à impériale (clocher comtois traditionnel), mais un clocher en pointe, plus économique, à la suite de sa réfection au XXe siècle.
- Il y a aussi un château à Arcier, qui a été construit au XIXe siècle et qui comprend un pavillon de chasse (Pavillon Saint-Marc) datant du XVIIe siècle.